# Fanni Blatny
Fanni Blatny, též Franziska Blatny, rozená Klein (22. března 1873 Údrč – 22. prosince 1949 Londýn), byla československá politička německé národnosti, meziválečná poslankyně Národního shromáždění za Německou sociálně demokratickou stranu dělnickou v ČSR (DSAP).

## Biografie
Pocházela z židovské rodiny. Otec byl vesnickým kupcem. Od roku 1884 žila v Karlových Varech, po sňatku se přestěhovala do Vídně. Roku 1916 se jako vdova vrátila do Karlových Varů. Od roku 1901 byla členkou rakouské sociální demokracie, od roku 1916 stranickou ženskou funkcionářkou v Karlových Varech. Po vzniku Československa se angažovala v Německé sociálně demokratické straně dělnické v ČSR. Byla členkou jejího předsednictva a stálého výboru. Na stranické funkce rezignovala na jaře 1938 poté, co jejího favorita Ludwiga Czecha nahradil ve funkci předsedy strany Wenzel Jaksch. V letech 1920–1938 zasedala obecním zastupitelstvu v Karlových Varech.
Podle údajů k roku 1929 byla profesí soukromnice, bytem v Karlových Varech.
V parlamentních volbách v roce 1920 získala poslanecké křeslo v Národním shromáždění. Mandát obhájila v parlamentních volbách v roce 1925 a parlamentních volbách v roce 1929. V letech 1920–1938 předsedala Říšskému ženskému výboru při DSAP.
Od roku 1939 pobývala v exilu ve Velké Británii. Byla aktivní v emigrantských sociálně demokratických organizacích. V Británii setrvala i po roce 1945, ačkoliv ji Edvard Beneš vyzýval opakovaně k návratu do vlasti.